# ベラ湾

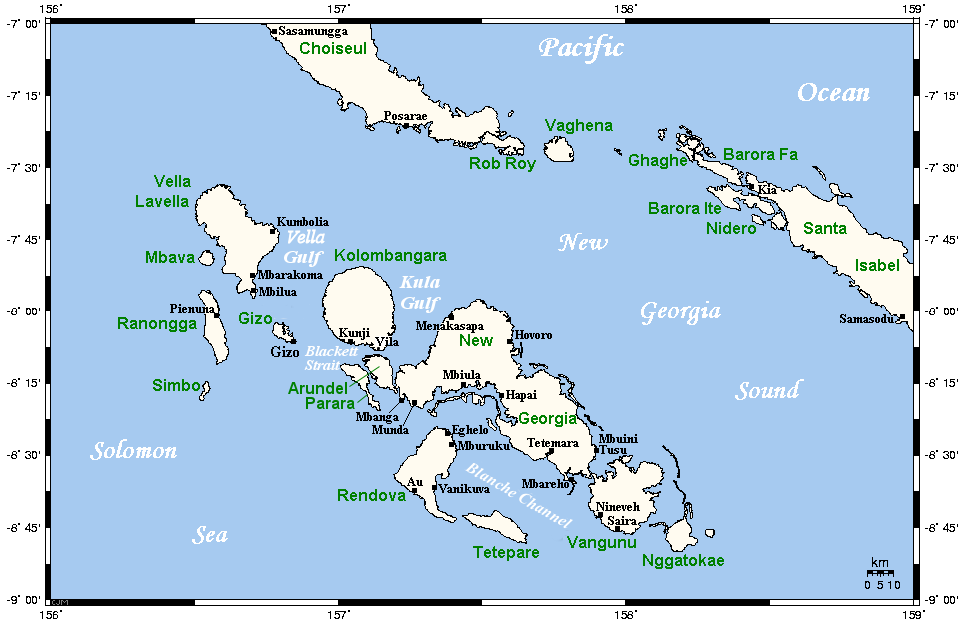
ベラ湾 (コロンバンガラ島とベララベラ島の間)

ベラ湾（ベラわん、英: Vella Gulf）は、ソロモン諸島西部州にある湾。北東はニュージョージア海峡に面していて、南はソロモン海につながっている。北東にベララベラ島が、南東にコロンバンガラ島が、南にギゾ島がある。
太平洋戦争中の1943年8月、日本海軍とアメリカ海軍の戦い（ベラ湾夜戦）があった。